# Хедьи, Джулиус
Джулиус Хедьи (англ. Julius Hegyi, фамилия по правилам венгерского языка; 2 февраля 1923, Нью-Йорк — 1 января 2007, Финикс) — американский скрипач и дирижёр.

## Биография
Окончил Джульярдскую школу как скрипач (педагоги Эдуар Детье и Саша Якобсен). Играл в Нью-Йоркском филармоническом оркестре и других оркестрах Нью-Йорка, а также в камерных ансамблях. Учился дирижированию у Димитриса Митропулоса и дебютировал как дирижёр в 1948 году. В том же году поступил в Симфонический оркестр Сан-Антонио концертмейстером и помощником дирижёра. В дальнейшем руководил несколькими небольшими оркестрами (в частности, Чаттанугским симфоническим в 1955—1965 годах), а в 1966—1987 годах возглавлял Симфонический оркестр Олбани, с которым и связаны его основные достижения.
Хедьи был крупным пропагандистом американской музыки, начиная с Горацио Паркера и Джорджа Чедвика, и осуществил ряд значительных премьер (в частности, Третий фортепианный концерт Чарльза Вуоринена, солист Гаррик Олссон). В 1983 году удостоен Премии Дитсона.